# Lennart Hemming
Erik Lennart Hemming, född 13 maj 1932 i  Ekeby södra kyrkobokföringsdistrikt, Östergötlands län, död 19 april 2002 i Solna församling, Stockholms län
, var en svensk fotbollsspelare.

## Karriär
Hemming spelade 33 matcher för Motala AIF i Allsvenskan 1957/1958, då klubben blev nedflyttade. Därefter spelade Hemming för AIK, där det blev 126 ligamatcher och ett mål mellan 1961 och 1966. Han var även lagkapten i klubben. Hemming spelade även en kort sejour i IFK Norrköping.
Hemming är begravd på Solna kyrkogård.